# 艾山·买合苏木
艾山·买合苏木（1964年—2003年10月2日），維吾爾族，原籍中華人民共和國新疆维吾尔自治区喀什地區疏勒縣。由於他被指與基地组织有聯繫，被中国及美國官方列為恐怖分子。艾山·买合苏木於1993年10月被中国警方抓获，被當局劳动教养3年，1997年逃至別國，和前辈亲友阿不都卡德尔·亚甫泉发起东突厥斯坦伊斯兰党，並在阿富汗的训练营地训练武裝分子。2003年10月2日在巴基斯坦、阿富汗边境的一次反恐怖联合行动中被巴基斯坦军队击毙。